# Schutzgemeinschaft Deutscher Wald Landesverband Hamburg
Die Schutzgemeinschaft Deutscher Wald Landesverband Hamburg ist ein nach Bundesnaturschutzgesetz anerkannter Naturschutzverband in Hamburg. Der 1971 als Landesverband der Schutzgemeinschaft Deutscher Wald gegründete Verein ist in den Bereichen Naturschutz, Waldpädagogik und Umweltbildung tätig. Die SDW Hamburg ist Träger für Nachhaltigkeitsprojekte der Agenda 21.

## Aufgaben und Ziele
Die SDW Hamburg betreut mehrere ortsnahe Schutzgebiete und führt dort Pflegearbeiten durch. Mit der „Waldschule Niendorfer Gehege“ und dem Standort Wälderhaus möchte die SDW Hamburg einen Beitrag zur regionalen Wald- und Umweltbildung leisten. Jährlich nehmen mehrere tausend Teilnehmer in Programmen zu den Themen Wald, Natur und Nachhaltigkeit teil. Mithilfe von Nachhaltigkeitsprojekten, wie die RENN Nord, der International Sustainability Academy und der Arbeit in Gremien will die SDW einen „Beitrag zum nachhaltigen Denken und Handeln leisten“. Für ihre Arbeit wurde die SDW Hamburg als „Bildungszentrum für Nachhaltigkeit“ ausgezeichnet.

### Naturschutz und Naturführungen
Die SDW Hamburg betreut als Verband die Naturschutzgebiete Höltigbaum, Raakmoor, Holzhafen, Fischbeker Heide, Wohldorfer Wald, Hainesch-Iland sowie zwei Streuobstwiesen und leistet dort Naturschutzarbeit. In Absprache mit den Behörden und anderen Verbänden werden mit freiwilligen Helfenden und festen Mitarbeitenden die Pflege- und Entwicklungspläne der Naturschutzgebiete aktiv umgesetzt. Dazu zählen Baumpflanzungen, die Entnahme von Gehölzen, Gewässerrenaturierungen oder Kartierungen. Außerdem finden wald-, vogel- und landschaftskundliche Führungen durch die Naturschutzgebiete zur Aufklärung der Öffentlichkeit statt.

## Standorte
Die SDW verfügt mit dem Wälderhaus im Wilhelmsburger Inselpark und der „Waldschule“ im Niendorfer Gehege über zwei Lernorte für eine Bildung für nachhaltige Entwicklung.

### „Waldschule“ Niendorfer Gehege
Die „Waldschule“ der SDW Hamburg befindet sich im kleinen Stadtwald Niendorfer Gehege in Eimsbüttel neben der örtlichen Revierförsterei und leistet waldpädagogische Arbeit in Hamburg. Umgeben von einem alten Mischwald und dem Damwildgehege ist die Waldschule der Ausgangspunkt waldpädagogischer Angebote. Neben umweltpädagogischen Angeboten werden dort seit Ende der 1990er Jahre „Waldspiele“ organisiert und in Hamburg durchgeführt. Die Waldschule Niendorfer Gehege wurde durch die NUN Kommission als „Bildungszentrum Nachhaltigkeit“ ausgezeichnet.

### Wälderhaus Hamburg
Das Wälderhaus im Hamburger Stadtteil Wilhelmsburg ist ein Multifunktionsgebäude und Sitz der Geschäftsstelle der SDW Hamburg. Der Verein SDW Hamburg verbindet mit dem Wälderhaus die programmatische Aufforderung, Nachhaltigkeit unmittelbar in den urbanen Raum zu denken und zu integrieren. Das Wälderhaus ist heute durch die SDW-eigenen Projekte eine Vernetzungsplattform, Kultureinrichtung und Bildungsstätte. Neben der Geschäftsstelle haben hier die Abteilung Naturschutz und Umweltbildung, sowie die International Sustainability Academy, die Regionale Netzstelle Nachhaltigkeitsstrategien Nord (RENN Nord), und das Global Society Institute ihren Arbeitsstandort.
In dem Exzellenz-Projekt der Internationalen Bauausstellung befinden sich das Science Center Wald, eine Walderlebnisausstellung mit verschiedenen Erkundungsstationen und einem Waldlabor. Außerdem werden in der Galerie des ersten Stockwerks regelmäßig neue Ausstellungen gezeigt, die das Thema Umwelt und/oder Nachhaltigkeit verfolgen. Ein Inklusionsbetrieb leitet den Haus- und Veranstaltungsservice, den Shop und die Ausstellungen.
Das Wälderhaus soll durch die Gebäudekonstruktion, die technische Gebäudeausrüstung und die umweltgerechte Bewirtschaftung nachhaltig sein. Dazu gehört ein hoher Ausnutzungsgrad natürlicher Energiequellen, die Optimierung der Energieflüsse, eine CO₂-neutrale Energieversorgung und der Einsatz von Holz.